# Mistrzostwa Europy w Lekkoatletyce 1946 – pchnięcie kulą mężczyzn
Pchnięcie kulą mężczyzn było jedną z konkurencji rozgrywanych podczas III Mistrzostw Europy w Oslo. Kwalifikacje i finał zostały rozegrane w piątek, 23 sierpnia 1946 roku. Zwycięzcą tej konkurencji został Islandczyk Gunnar Huseby. W rywalizacji wzięło udział trzynastu zawodników z dziewięciu reprezentacji.

## Rekordy
| Rekord świata     | Jack Torrance (USA)    | 17,40 | Oslo, Norwegia    | 05.08.1934 |
| Rekord Europy     | Hans Woellke (GER)     | 16,60 | Frankfurt, Niemcy | 20.08.1936 |
| Rekord mistrzostw | Aleksander Kreek (EST) | 15,83 | Paryż, Francja    | 04.09.1938 |

## Wyniki

### Kwalifikacje
| Miejsce | Zawodnik            | Wynik | Uwagi |
| ------- | ------------------- | ----- | ----- |
| 1       | Gunnar Huseby       | 15,64 | Q     |
| 2       | Thage Pettersson    | 14,72 | Q     |
| 3       | Yrjö Lehtilä        | 14,50 | Q     |
| 4       | Witold Gerutto      | 14,49 | Q     |
| 5       | Eivind Sværen       | 14,33 | Q     |
| 6       | Dmitrij Goriainow   | 14,32 | Q     |
| 7       | Roland Nilsson      | 14,20 | Q     |
| 8       | Sulo Bärlund        | 14,11 | Q     |
| 9       | Lars Ulgenes        | 14,02 | Q     |
| 10      | Čestmír Kalina      | 13,60 |       |
| 11      | Dave Guiney         | 13,57 |       |
| 12      | Roger Verhas        | 12,77 |       |
| 13      | Mieczysław Łomowski | 12,53 |       |

### Finał
| Miejsce | Zawodnik          | Wynik |
| ------- | ----------------- | ----- |
| 1       | Gunnar Huseby     | 15,56 |
| 2       | Dmitrij Goriainow | 15,25 |
| 3       | Yrjö Lehtilä      | 15,23 |
| 4       | Roland Nilsson    | 15,16 |
| 5       | Thage Pettersson  | 14,87 |
| 6       | Sulo Bärlund      | 14,75 |
| 7       | Eivind Sværen     | 14,34 |
| 8       | Lars Ulgenes      | 14,28 |
| 9       | Witold Gerutto    | 13,90 |